# Lijst van voetbalinterlands Bermuda - Cuba
Deze lijst van voetbalinterlands is een overzicht van alle officiële voetbalwedstrijden tussen de nationale teams van Bermuda en Cuba. De landen speelden tot op heden negen keer tegen elkaar. De eerste ontmoeting was een vriendschappelijke wedstrijd in Santo Domingo (Dominicaanse Republiek) op 10 maart 1974. Het laatste duel, een kwalificatiewedstrijd voor het Wereldkampioenschap voetbal 2026, vond plaats op 10 juni 2025 in Santiago de Cuba.

## Wedstrijden
| № | Plaats           | Datum            | Competitie                      | Wedstrijd      | Uitslag |
| - | ---------------- | ---------------- | ------------------------------- | -------------- | ------- |
| 1 | Santo Domingo    | 10 maart 1974    | Vriendschappelijk               | Cuba – Bermuda | 2 – 0   |
| 2 | Medellín         | 10 juli 1978     | Vriendschappelijk               | Cuba − Bermuda | 4 − 0   |
| 3 | Havana           | 2 augustus 1982  | Vriendschappelijk               | Cuba − Bermuda | 4 − 1   |
| 4 | Havana           | 16 augustus 1982 | Vriendschappelijk               | Cuba − Bermuda | 2 − 1   |
| 5 | George Town      | 8 mei 1998       | Caribbean Cup 1998 kwalificatie | Cuba − Bermuda | 2 − 1   |
| 6 | Devonshire       | 9 mei 1999       | Caribbean Cup 1999 kwalificatie | Bermuda − Cuba | 1 − 2   |
| 7 | Havana           | 22 maart 2016    | Caribbean Cup 2017 kwalificatie | Cuba − Bermuda | 2 − 1   |
| 8 | Havana           | 27 februari 2019 | Vriendschappelijk               | Cuba − Bermuda | 5 − 0   |
| 9 | Santiago de Cuba | 10 juni 2025     | WK 2026 kwalificatie            | Cuba − Bermuda | 1 − 2   |

## Samenvatting
| Competitie                 | Totaal gespeeld | Winst Bermuda | Gelijk | Winst Cuba | Doelsaldo Bermuda – Cuba |
| -------------------------- | --------------- | ------------- | ------ | ---------- | ------------------------ |
| WK-kwalificatie            | 1               | 1             | 0      | 0          | 2 − 1                    |
| Caribbean Cup-kwalificatie | 3               | 0             | 0      | 3          | 3 − 6                    |
| Vriendschappelijk          | 5               | 0             | 0      | 5          | 2 − 17                   |
| Totaal                     | 9               | 1             | 0      | 8          | 7 − 24                   |

Wedstrijden bepaald door strafschoppen worden, in lijn met de FIFA, als een gelijkspel gerekend.